# Adolf Kamieński
Adolf Kamieński, właściwie: Adolf Bartłomiej Kamieński, krypt.: A. K.; A. K.****; A. K..., (ur. 8 września 1737 w Bereźnicy na Wołyniu, zm. 9 lutego 1781 w Nieświeżu) – zakonnik, pijar, pedagog i tłumacz.

## Życiorys
Pochodził z rodziny szlacheckiej. Kształcił się w kolegium pijarskim w Międzyrzeczu Koreckim. Po ukończeniu tam nauki wstąpił do zgromadzenia pijarów (15 sierpnia 1752), przyjmując imię Adolfa od św. Brygidy (imię chrzestne: Bartłomiej). Nowicjat odbył w Podolińcu (1752/53-1753/54), następnie studiował retorykę w seminarium zakonnym w Rzeszowie (1754/55) i filozofię w Międzyrzeczu (1755/56-1756/57). Pracę nauczycielską rozpoczął w 1757/58 jako profesor infimy w kolegium w Warężu. Wykładał kolejno poetykę i retorykę w kolegiach w Międzyrzeczu (1758/59, 1760/61) i Złoczowie (1759/60). W latach 1761/62 studiował teologię w seminarium w Krakowie, a w latach 1762/63 – w rzymskim Collegium Nazarenum, gdzie został powołany na członka akademii arkadyjskiej.
Po powrocie do kraju uczył retoryki w Międzyrzeczu (pełnił tam także obowiązki kaznodziei), od 1766/67 do końca roku 1769 – filozofii w Collegium Regium w Warszawie. W 1770 roku, w związku z prowadzonym z rodziną procesem majątkowym, przebywał poza zakonem i był guwernerem w domu Aleksandra Borzęckiego, podstolego koronnego. Po powrocie do Warszawy uczył retoryki (1770/71-1772/73), a następnie nauk moralnych (1773/74-1774/75) w pijarskim Collegium Nobilium pijarów w Warszawie. W tym okresie podjął działalność pisarską, przekładową i edukacyjną.
Wraz z Franciszkiem Bielińskim i ks. Antonim Popławskim opracował projekt pt. „Rady i uwagi co do nowego urządzenia szkół narodowych”, w którym pojawiły się postulaty napisania nowych książek do nauczania w języku polskim dzięki czemu przyczynił się do powstania Towarzystwa do Ksiąg Elementarnych  .
W 1776-1777 przebywał w domu zakonnym w Warężu, od roku 1778 na dworze Karola Radziwiłła w Nieświeżu. Był członkiem rzymskiej Akademii Arkadyjskiej (pod imieniem Nivisio Paflagonio).

## Twórczość
- Edukacja obywatelska. Przez Adolfa Kamieńskiego, Warszawa 1774; fragmenty (pt. Powszechne szkolenie narodu) przedr. S. Tync: "Komisja Edukacji Narodowej. Wybór źródeł", Wrocław (1954), Biblioteka Narodowa, seria I, nr 126.

### Przekłady
- G.B. de Mably: Uwagi nad historią grecką, czyli o przyczynach pomyślności i nieszczęścia Greków, po francusku napisane przez..., a z francuskiego na polski przetłumaczone przez Adolfa Kamieńskiego, Warszawa 1771.
- Przyjaźń patriotyczna, w której się podają sposoby niezawodne do uczynienia ludzi cnotliwymi i lepszymi obywatelami... Z francuskiego na polski wytłumaczona przez Adolfa Kamieńskiego, Warszawa 1772, (dedykowana C. Czaplicowi).
- Saige: Kato, czyli rozmowa o wolności i cnotach politycznych. Po francusku napisana od ..., a zaś po polsku przetłumaczona przez Adolfa Kamieńskiego, Warszawa 1772.
- D. Hume: O ludności czasów dawnych i teraźniejszych..., z francuskiego, Wrocław 1785 (2 wydania); autorstwo przekł. przypisane Kamieńskiemu przez Estreichera II (1874) 70, które kwestionuje Polski Słownik Biograficzny.

### Prace edytorskie
- Sulpicius Severus: Excerpta sacrae historiae... adjectis quaestionibus illustrata ad usum juventutis scholasticae, Warszawa 1771.